# Impatiens volkensii
Impatiens volkensii är en balsaminväxtart. Impatiens volkensii ingår i släktet balsaminer, och familjen balsaminväxter.

## Underarter
Arten delas in i följande underarter:
- I. v. macrosepala
- I. v. volkensii